# Jeffrey Jendryk
Jeffrey Jendryk (* 15. September 1995 in Wheaton, Illinois) ist ein US-amerikanischer Volleyballspieler.

## Karriere
Jendryk begann seine Karriere an der St. Francis High School in seiner Heimatstadt. 2014 erreicht er mit der Juniorennationalmannschaft der Vereinigten Staaten den dritten Platz bei der U21-NORCECA-Meisterschaft. 2015 begann er sein Studium an der Loyola University Chicago und spielte in der Universitätsmannschaft Ramblers. Im Rahmen der Volleyball-Weltliga 2017 gab er sein Debüt in der A-Nationalmannschaft. Mit dem Team kam er 2018 in der Nations League auf den dritten Rang. Anschließend wechselte er zum deutschen Meister Berlin Recycling Volleys. Mit dem Verein erreichte er in der Saison 2018/19 das Halbfinale im DVV-Pokal und wurde deutscher Meister. Nach einer Zwischenstation in Polen bei Asseco Resovia Rzsezów wechselte Jendryk 2021 wieder zurück nach Berlin. 2022 wechselte er zu LUK Lublin und 2023 zu Prisma Taranto.